# Sarcophaga multivillosa
Sarcophaga multivillosa är en tvåvingeart som beskrevs av Shinonaga och Tumrasvin 1979. Sarcophaga multivillosa ingår i släktet Sarcophaga och familjen köttflugor.
Artens utbredningsområde är Thailand. Inga underarter finns listade i Catalogue of Life.